# Hermann Jent

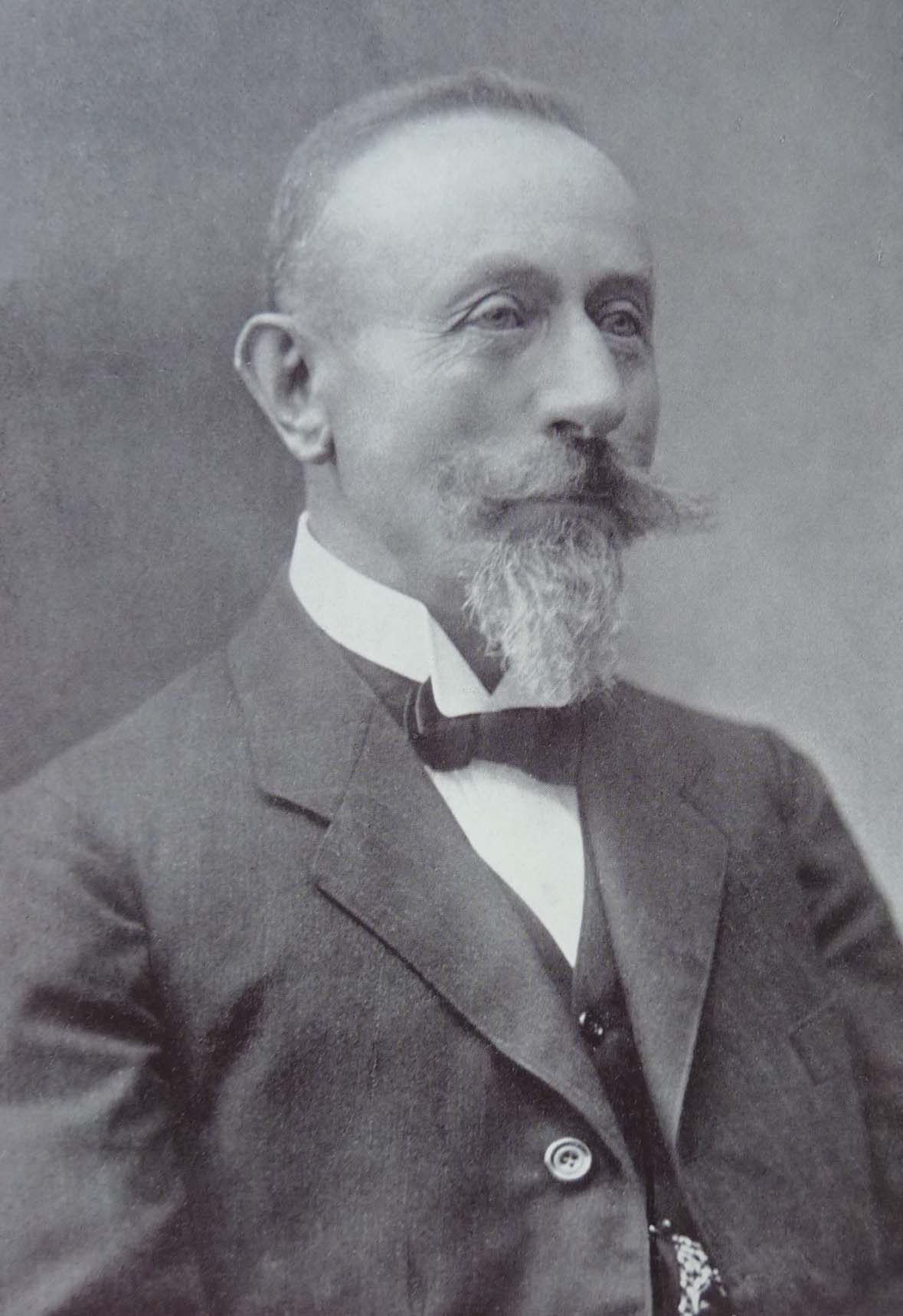
Hermann Jent

Hermann Ludwig Jent (* 3. Juli 1850 in Solothurn; † 28. April 1915 in Bern; heimatberechtigt in Safenwil und Solothurn) war ein Schweizer Verleger und Buchdrucker.

## Leben
Jent wurde als zweiter Sohn der Sophie geborene Reinert (1822–1907), Tochter des radikalen Politikers und Juristen Johann Baptist Reinert, und des in Neuenburg, Safenwil und Aarau aufgewachsenen, in Aarau bei Sauerländer ausgebildeten Buchhändlers und Freischaren-Hauptmanns Louis Jent (1810–1867) geboren, der von Solothurn nach Bern übersiedelte, um daselbst als erster Verleger der neuen Zeitung Der Bund tätig zu werden, und hier auch eine Filiale der Solothurner Buchhandlung Jent & Gassmann betrieb. Am 27. August 1867 starb Louis Jent. Seine beiden Söhne, Adolf und Hermann, hatten damals ihre Studien und berufliche Ausbildung noch nicht abgeschlossen, weshalb ihre Mutter die Leitung des Geschäfts übernahm, in dem sie schon seit längerer Zeit tätig war.
Während der vier Jahre ältere Sohn Adolf in Leipzig eine Buchhändlerlehre machte, erlernte Hermann in Wien als Lehrling und in Leipzig als Volontär bei Breitkopf & Härtel den Buchdruckerberuf, um sich für die Leitung der Druckerei vorzubereiten. Adolf kehrte, um die Buchhandlung zu leiten, 1870 und Hermann 1873 nach Bern zurück, und beide traten 1874 als Teilhaber in das Geschäft ein, das ihnen die Mutter 1881 abtrat, um sich nach Solothurn zurückzuziehen. Die beiden Brüder führten vorerst zusammen den Verlag des Bunds und die Buchdruckerei. Am 16. Februar 1894 starb Adolf Jent im 47. Altersjahr, und das Geschäft ging an Hermann Jent über. Die Buchhandlung wurde 1898 an den einstigen Lehrling von Louis Jent, Adolf Lüthy, verkauft; daraus entstand die Buchhandlung Lüthy Balmer Stocker. 1909 erweiterte sich die Firma zur Kollektivgesellschaft H. Jent & Co.
In den 41 Jahren Jents als Verleger des Bunds und Leiter der Druckerei entwickelte sich die Zeitung beträchtlich. Sie zog von dem Hofgebäude an der Spitalgasse 14 hinüber an die Neuengasse 9 und nahm dort allmählich ein Stockwerk nach dem andern in Beschlag, bis sie das ganze Haus füllte. 1893 setzte Jent die ersten Setzmaschinen in der Schweiz ein und druckte die Zeitung 1905 erstmals auf einer achtseitigen Rotationsmaschine. Im November 1910 konnte der Bund in das neue, wesentlich grössere Gebäude an der Effingerstrasse umziehen.
In Jents Zeit als Verleger waren Konrad Eggenschwyler und Michael Bühler Chefredaktoren des Bunds. Bühler wurde nach Jents Tod auch Mitinhaber des Verlags. Jent achtete auf grösstmögliche Unabhängigkeit von der Freisinnigen Partei, auch wenn er und die Redaktoren Mitglieder der Partei waren. Bei Konflikten stellte er sich vorbehaltlos vor die Redaktion, so beispielsweise 1888, als es zwischen der Redaktion und den bernischen «Vereinigten Freisinnigen» zum Eklat kam: Nachdem der Bund eine Information aus einer geschlossenen Parteiversammlung publiziert hatte, verlangten die Freisinnigen von Jent Aufklärung und eine Entschuldigung. Als der Verleger nicht auf das Anliegen eintrat, drohten die Freisinnigen mit dem Parteiausschluss. Jent trat seinerseits aus Protest aus der Partei aus, desgleichen geschlossen die dreiköpfige Redaktion, die das Vorgehen als Missachtung ihrer Unabhängigkeit ansah. Trotz dem Vorfall wurde die Verbindung zwischen Bund und Freisinnigen Ende des 19. Jahrhunderts stärker: Eggenschwyler und Bühler, nach ihnen auch Walter Egger und Ernst Schürch, waren während ihrer Amtszeit National- oder Grossrat, Egger und Schürch sogar Präsident der kantonalen Freisinnigen.
Ihm nahestehenden Kunden gewährte Jent gelegentlich sehr grosszügige Bedingungen. Solchen hatte beispielsweise die christkatholische Zeitung Der Katholik ihre Existenz zu verdanken.

## Mandate
1875 trat Jent dem Schweizerischen Buchdruckereiverein (heute Viscom) bei und wurde 1879 in dessen Vorstand und 1889 mit der Verlegung des Hauptsitzes von Zürich nach Bern zum Präsidenten gewählt. Bei seinem Rücktritt 1898 ernannte ihn der Verein zum Ehrenmitglied. Er war weiter für den Verein tätig, namentlich in Lohntarifverhandlungen mit den Arbeitnehmerverbänden. Nachdem er bereits den kantonalbernischen Zeitungsverlegerverein gegründet hatte, war er 1899 Mitgründer und 1902 bis zu seinem Tod 1915 Präsident des Schweizerischen Zeitungsverlegervereins (heute Verband Schweizer Medien). Er war Mitgründer der Schweizerischen Depeschenagentur und deren Verwaltungsrat seit ihrer Gründung 1894 und ab 1902 zweiter Präsident bis zu seinem Tod 1915. Jent war lange Jahre auch Mitglied des Verwaltungsrates der Papierfabrik Biberist AG.
Er war 1903 Gründer und bis 1910 Präsident der Zentralstelle für das Lehrlingswesen, während 25 Jahren ehrenamtlicher Kassier im Konsortium der Vereinsdruckerei, die den Anzeiger für die Stadt Bern herausgab, sowie Mitglied der Schulkommission des Kaufmännischen Vereins. An politischen Ämtern hatte er hingegen keinerlei Interesse.
Jent machte sich namentlich verdient um den Arbeitsfrieden im Buchdruckergewerbe. Als Gründer 1904 und während zehn Jahren Obmann des Einigungsamtes im Buchdruckergewerbe war er der Meinung, dass es besser sei, wenn Arbeitgeber und Arbeitnehmer füreinander statt gegeneinander arbeiteten. Seine Arbeit wurde auch von den Gewerkschaften wie dem Schweizerischen Typographenbund anerkannt, während die Kollegen Buchdruckereibesitzer sein Entgegenkommen den Arbeitnehmern gegenüber zuweilen kritisierten.

## Privates
Hermann Jent war mit Louise geborene Pfähler (1857–1920) verheiratet und hatte mit ihr eine Tochter, Alice (1881–1970). Deren Ehemann, Fritz Pochon-Jent (1875–1950), übernahm als Nachfolger von Hermann Jent nach dessen Tod die Leitung des Bunds, danach bis zu ihrem Tode sie selbst. Das Paar hatte eine Tochter, Marie Louise (1908–1960), Ehefrau von Werner Th. Stuber (1900–1957) und Mutter von Werner H. Stuber (1930–2015), dem Verleger des Bunds von 1961 bis 1993 (die ersten neun Jahre zusammen mit seiner Grossmutter Alice).
In der Schweizer Armee wurde Jent 1886 zum Major der Infanterie und Kommandanten des Solothurner Bataillons 49 und 1894 zum Oberstleutnant befördert. In den letzten Jahren seines Lebens war er erster Stellvertreter des Platzkommandanten Bern. Er war Mitglied der Freisinnigen Partei.
Jent erkrankte im Frühling 1913 an einer Brustfellentzündung und erholte sich nicht mehr davon. 